# Майга
Майга — река в России, протекает по Чаинскому району Томской области. Устье реки находится в 80 км по правому берегу реки Чая. Длина реки составляет 13 км.
Происходит из селькупского ма — «гагара» и га — «река»

## Данные водного реестра
По данным государственного водного реестра России относится к Верхнеобскому бассейновому округу, водохозяйственный участок реки — Обь от впадения реки Чулым до впадения реки Кеть, речной подбассейн реки — Чулым. Речной бассейн реки — (Верхняя) Обь до впадения Иртыша.
Код водного объекта в государственном водном реестре — 13010500112115200023806.